# Пунин (храм)
Храм Пунин (кит. упр. 普宁寺, пиньинь Pǔníng Sì, буквально: «Храм повсеместного умиротворения»), также называемый Храм Большого Будды, буддийский храмовый комплекс, расположенный в Чэндэ, провинция Хэбэй. Он был построен в 1755 году во время правления императора Цяньлуна. Храм расположен вблизи летней резиденции императоров династии Цин, и одинаково известного храма Путо. Как храм Путо был спроектирован на основе дворца Потала в Лхасе, так и храм Пунин был спроектирован уже на основе монастыря Самье, священного места буддизма на Тибете. Здание у входа в комплекс было построено в китайском стиле, хотя комплекс включает как китайский и тибетский архитектурные стили. В храме Пунин также находится самая высокая в мире деревянная статуя бодхисаттвы Авалокитешвары (высотой 22,28 метра и массой 110 тонн), поэтому, Пунин часто называют «Храмом Большого Будды». Комплекс располагает храмовыми залами, павильонами, барабанными башнями и колокольнями.

## История
Начиная с конца XVIII века, джунгары, проживающие в северо-западной части современного Китая (Синьцзян), были вовлечены в противостояние с империей Цин. Император Цяньлун отправил армию в Или, чтобы захватить земли Джунгарского ханства. Армия прибыла в Кульджу и схватила правящего джунгарского хунтайджи. После этого Цяньлун лично написал письмо на дощечке, которая расположена на стеле в павильоне храма Пунин. Это стела была названа Пунин Сыбэй, как память об основании храма и победы над джунгарами. Император Цяньлун приказал построить новый Храма всеобщего мира, как символ его стремления поддерживать мир между различными этническими меньшинствами, а также стабильной обстановки в северо-западных регионах. Так как джунгары были последователями ламаизма, храм был построен подобно монастырю Самье, священного места ламаизма на Тибете.
Большая деревянная статуя бодхисаттвы Авалокитешвары в главном зале храма Пунин является одной из самых известных особенностей комплекса. Сама статуя сделана из пяти видов древесины, в том числе сосны, кипариса, вяза, пихты и липы.
По состоянию на 1994 год, летняя императорская резиденция и ряд храмовых комплексов (в том числе и храм Пунин) были внесены в Список всемирного наследия ЮНЕСКО. Сегодня храм Пунин остаётся местом туристического притяжения и проведения местных праздников.

## Галерея

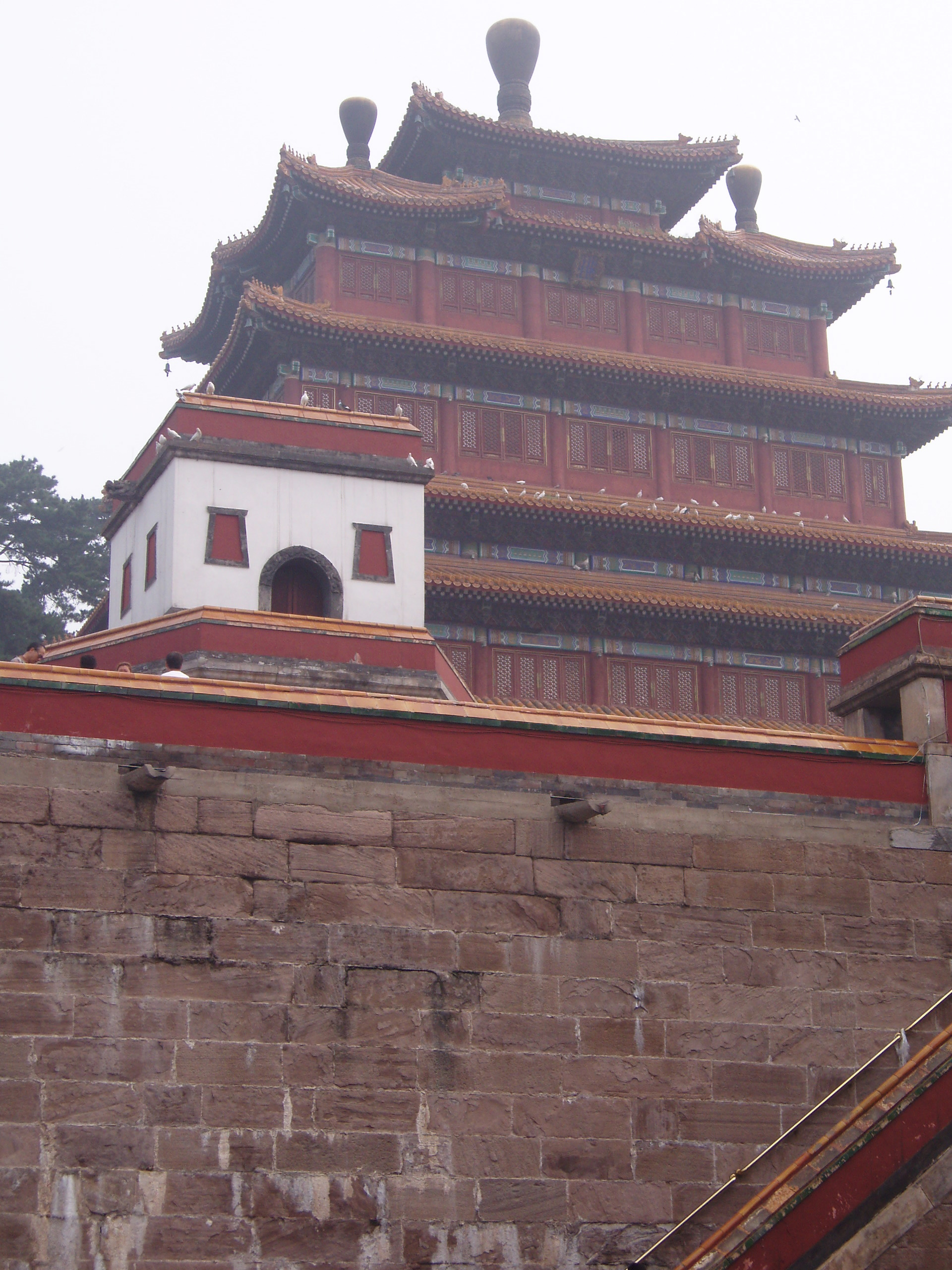
Главный зал, где расположена статуя
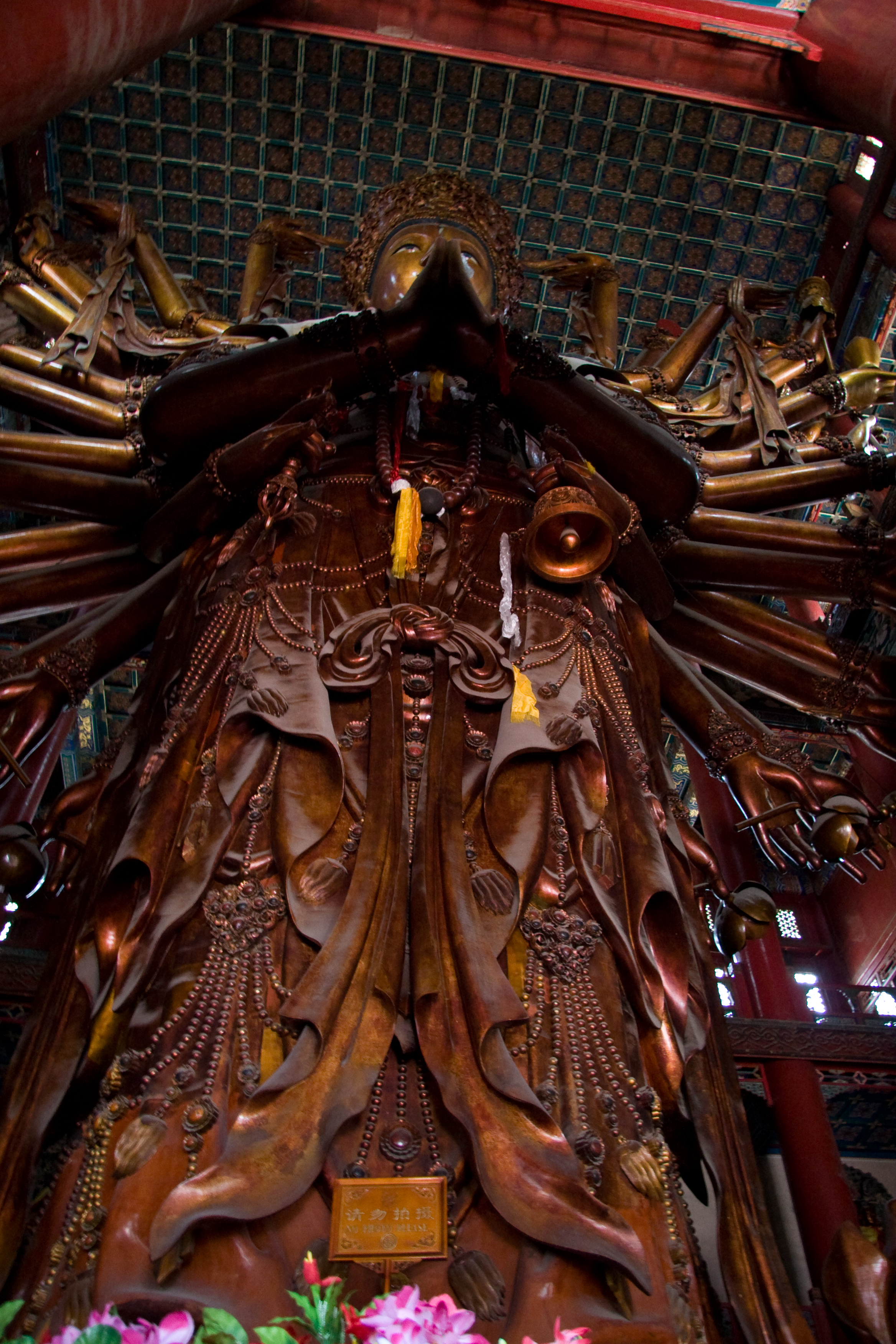
Вид снизу на статую
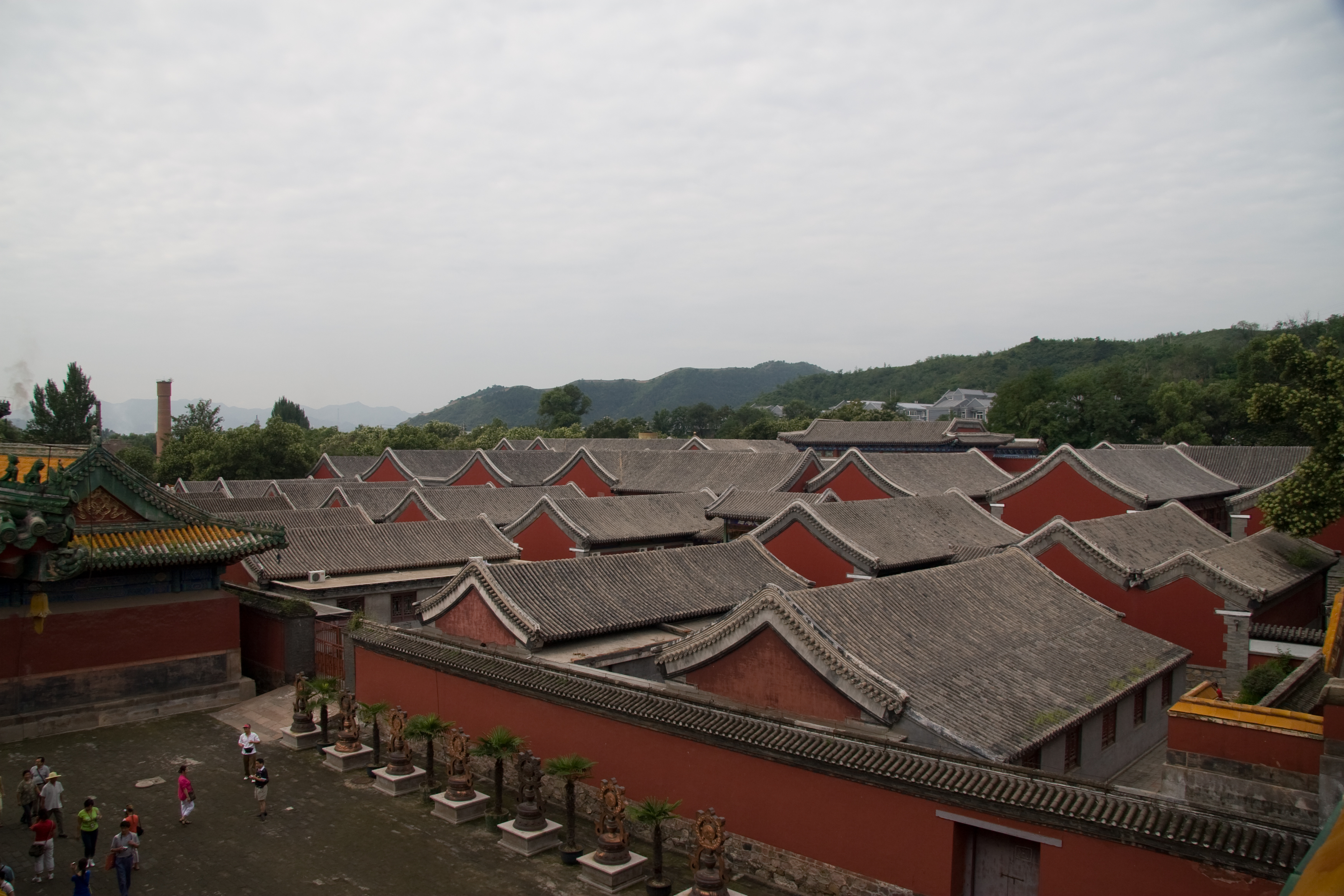
Храмовый комплекс
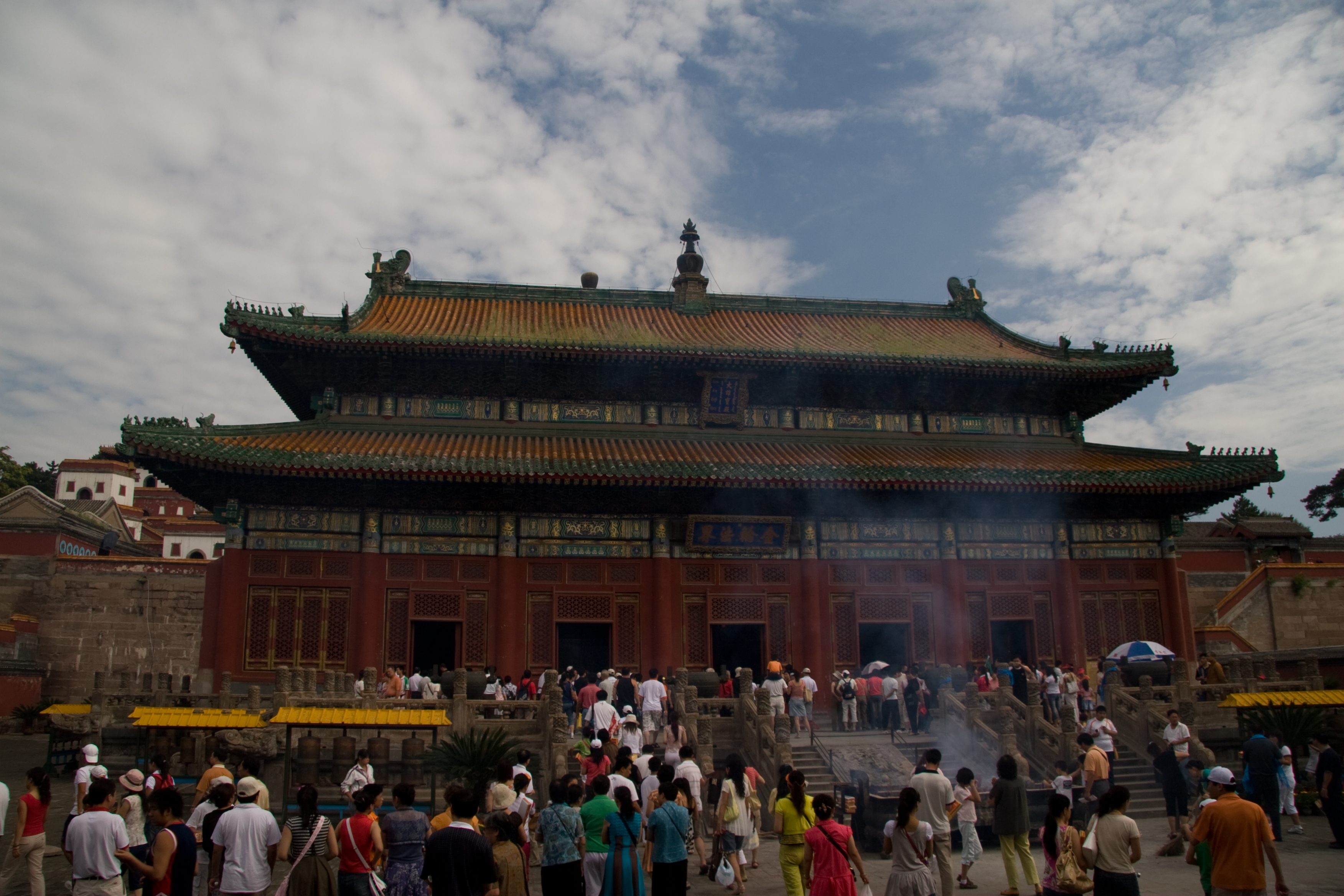
Главный храм
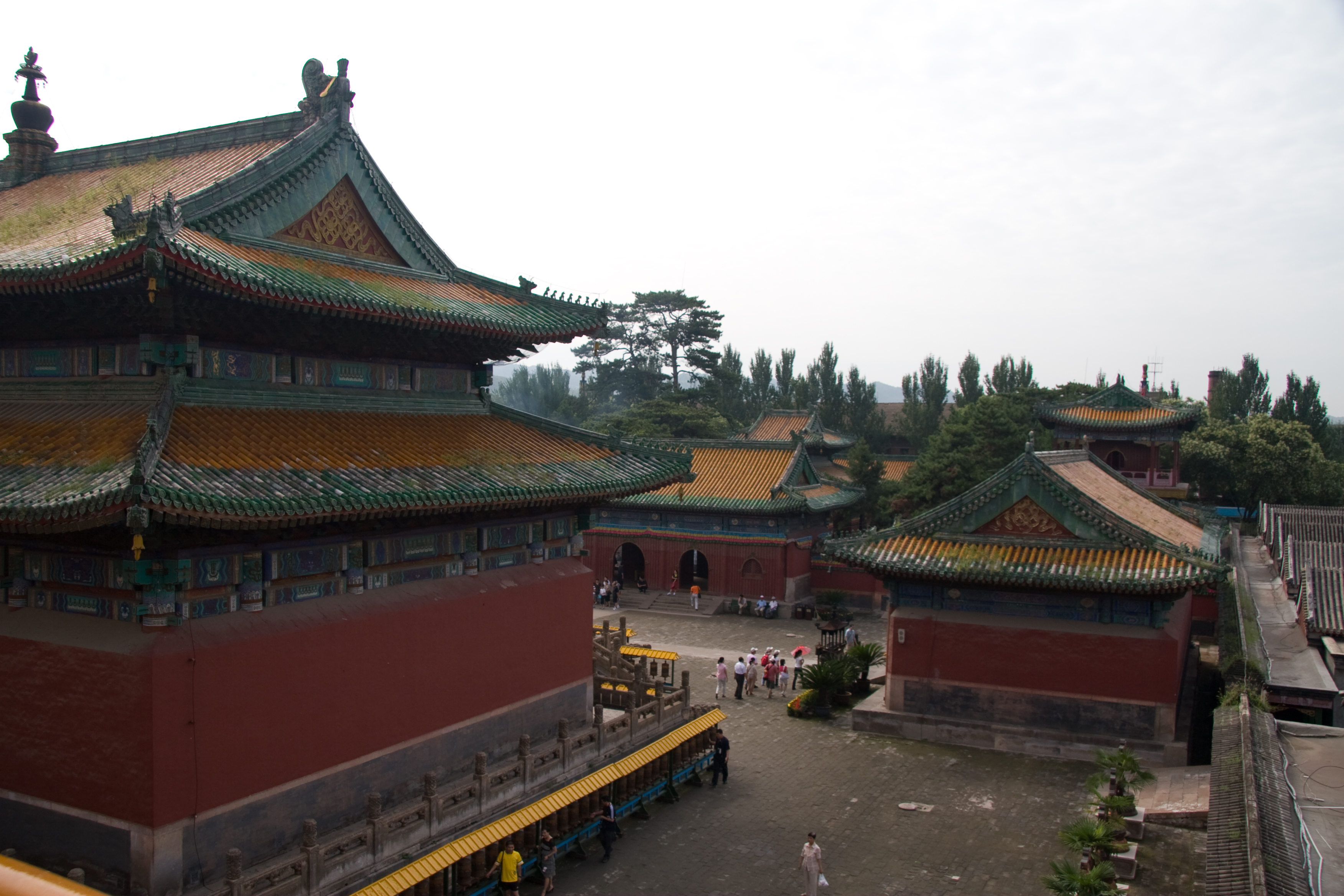
Вид на комплекс
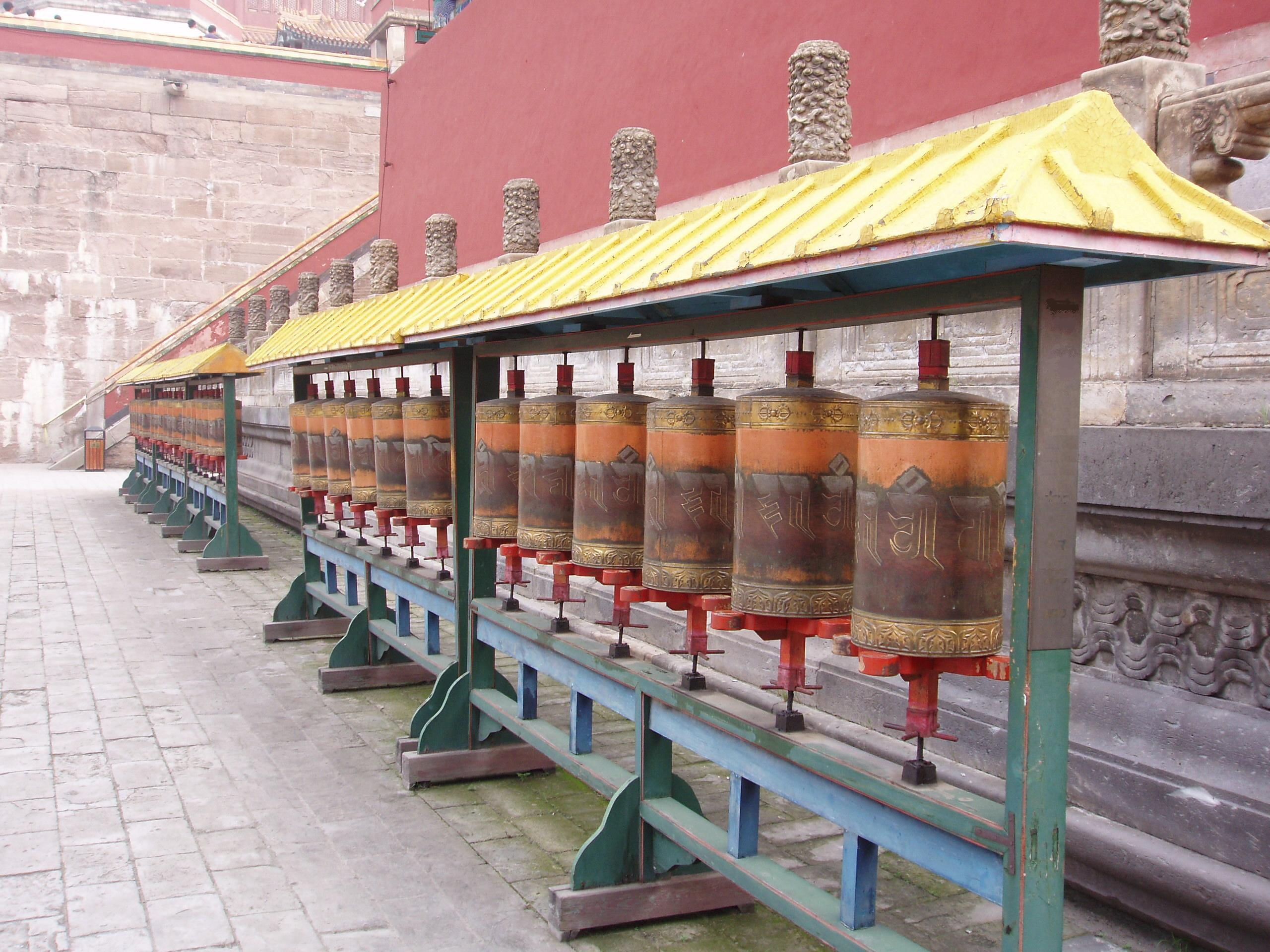
Молитвенные барабаны
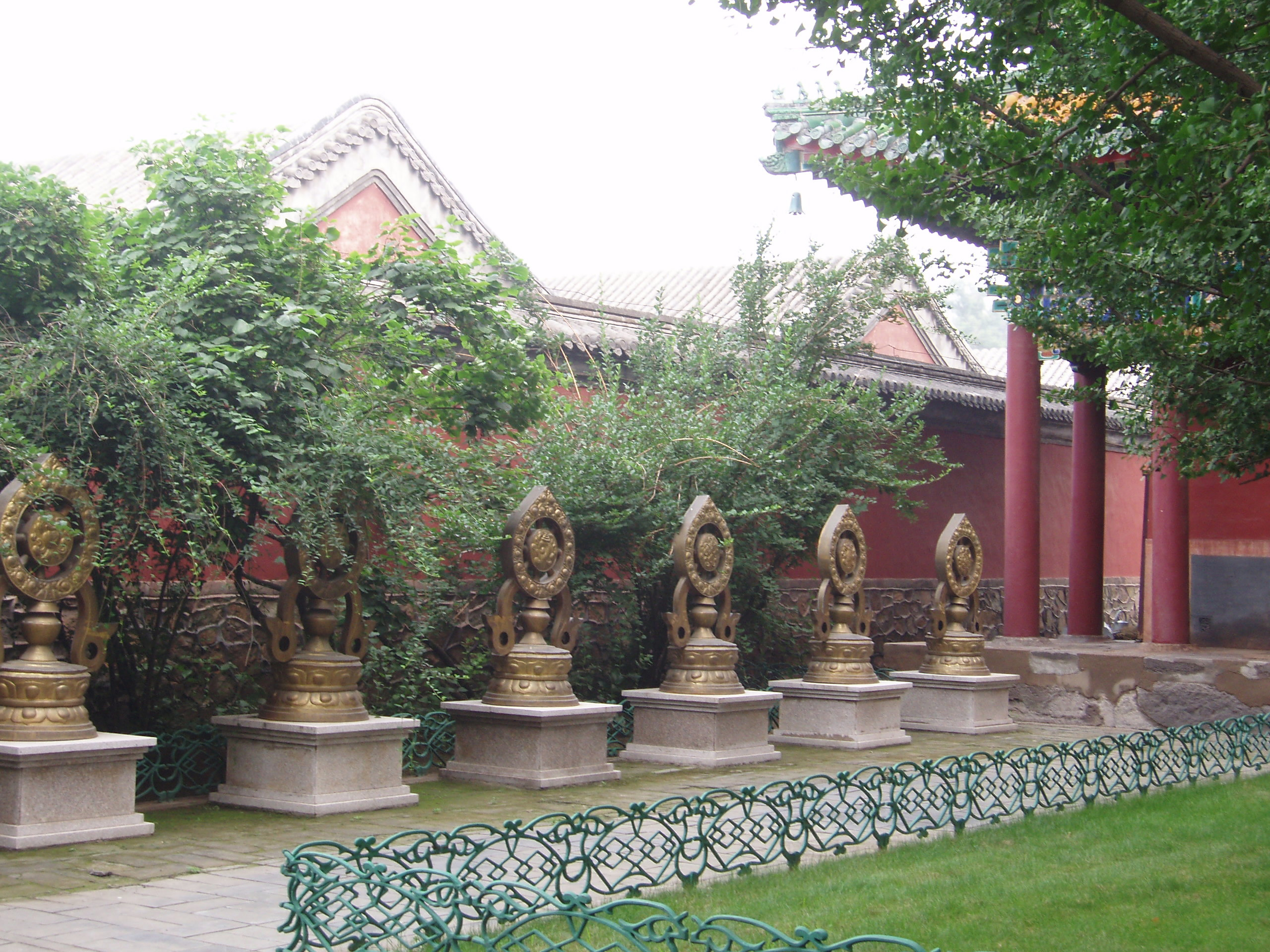
Внутренний двор
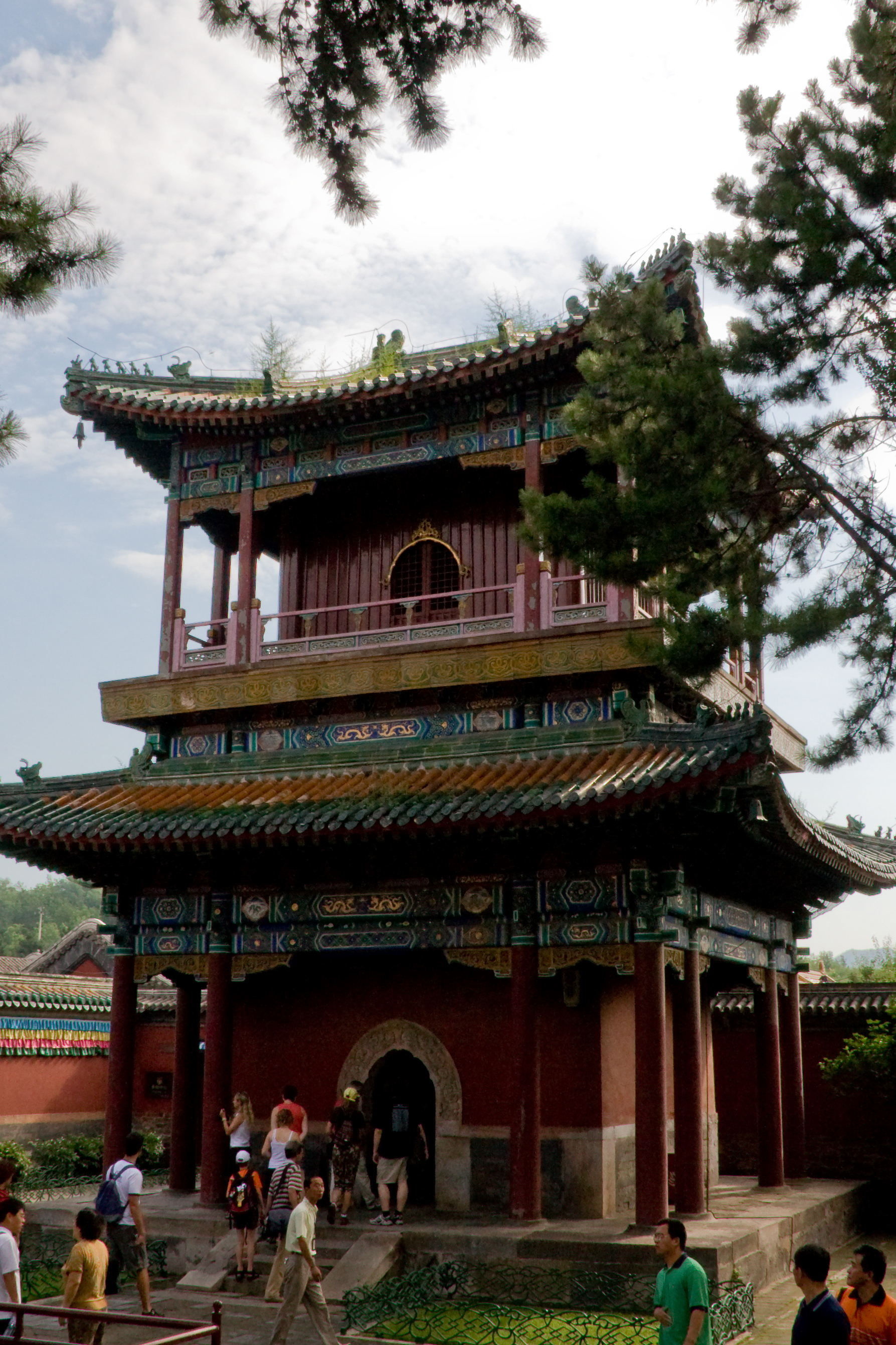
Китайский павильон храма
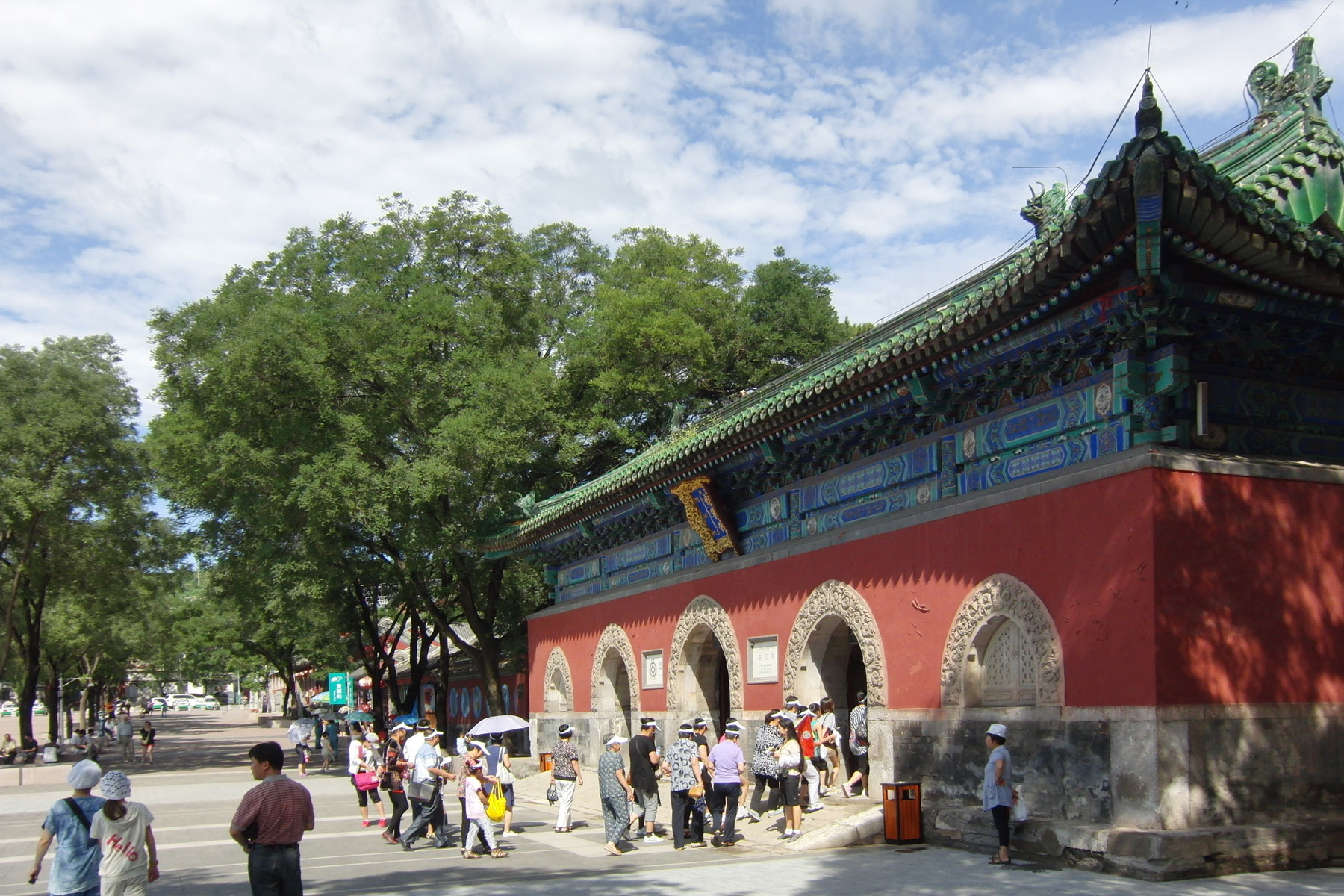
Вход в комплект
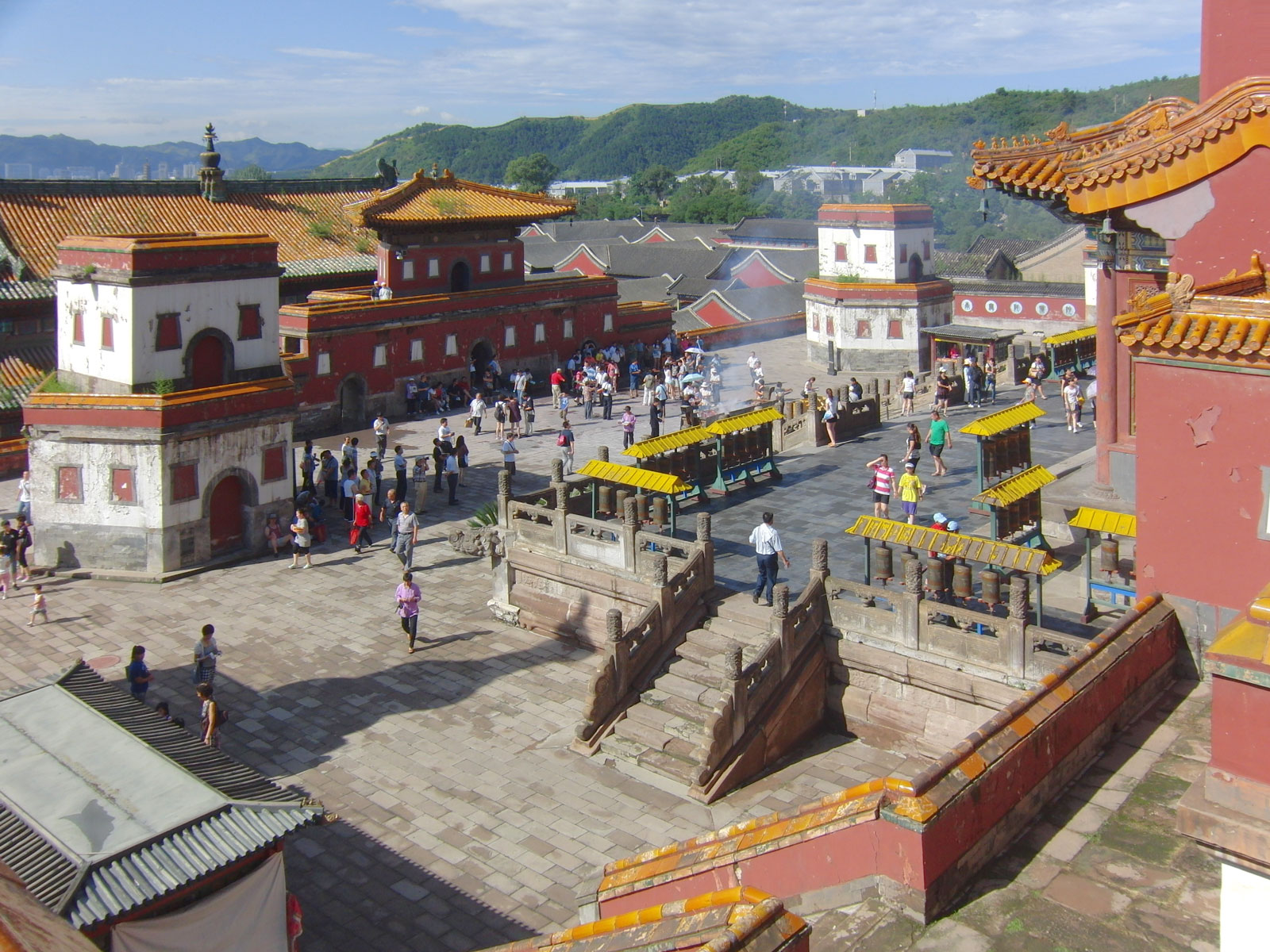
Площадь перед залом